# Проворов Іван Володимирович
Іван Володимирович Проворов (рос. Иван Владимирович Проворов; 13 січня 1997, м. Ярославль, Росія) — російський хокеїст, захисник. Виступає за «Філадельфія Флаєрс» у Національній хокейній лізі (НХЛ).
Вихованець хокейної школи «Локомотив» (Ярославль). Виступав за «Седар-Репідс РафРайдерс» (ХЛСШ), «Брендон Віт-Кінгс» (ЗХЛ).
У складі молодіжної збірної Росії учасник чемпіонату світу 2015. У складі юніорської збірної Росії учасник чемпіонату світу 2014.
Досягнення
- Срібний призер молодіжного чемпіонату світу (2015)